# Fabrizio Biggio
Fabrizio Biggio (Firenze, 27 giugno 1974) è un attore, conduttore televisivo, regista e sceneggiatore italiano.

## Biografia
Nasce a Firenze nel 1974, da padre pugliese e madre francese. Dopo essersi diplomato presso il Liceo classico “Michelangiolo", nel 1997 conduce su Canale 10 di Cecchi Gori Group un programma sulla scuola chiamato La Zanzara in Classe, regia di Franco Boldrini, tuttora in programmazione su una rete regionale. Dal 2000 al 2001 Biggio ha recitato in MTV Mad, programma televisivo che, parallelamente allo show condotto in studio da Gip, seguiva le bizzarre avventure improvvisate per strada dal "Nongio" (Francesco Mandelli) e dal Baggio, che fingevano di essere dei semplici spettatori del programma su MTV.
Nel 2001 conduce a fianco della vj Paola Maugeri il programma musicale MTV Select e nel 2002 MTV On the Beach, con Camila Raznovich e Francesco Mandelli su MTV. Ha presentato Hit List Italia, programma musicale che, oltre a fare la classifica dei singoli e dei 20 album più venduti in Italia, ha dedicato uno spazio a brani storici del passato che sono stati in vetta alla hit parade italiana. Nel 2004 ha condotto il programma comico MTV Pets Show, con Francesco Mandelli e la partecipazione di Trevor e Hamish su MTV. Nel 2004 e nel 2005 conduce il morning-show di Radio Milano Uno e Radio Roma Uno. Nel 2005 ha fatto parte della sitcom MTV Bathroom, con Francesco Mandelli su MTV.
Dal 2006 conduce il programma radiofonico Play People, in onda dal lunedì al venerdì dalle 16 alle 18 in cui ogni giorno il conduttore seleziona una donna o un uomo a cui viene chiesto di indicare le tre caratteristiche che dovrebbe possedere il partner ideale. Play Radio aggiunge una quarta caratteristica e invita tre utenti con il profilo corrispondente a telefonare entro un'ora: il più veloce ha diritto ad un viaggio e i due utenti formano la coppia del giorno. È stato protagonista nella sitcom I soliti idioti (2009-2012), insieme a Francesco Mandelli ricomponendo la coppia del programma MTV Mad. Le puntate sono ancora replicate su Comedy Central e su MTV.
Dal 16 gennaio 2010 conduce, con Simona Ventura, Ventura Football Club su Rai Radio 1. Insieme al suo collega Francesco Mandelli e la cantante Nina Zilli, ha condotto la sesta edizione dei TRL Awards, che si sono tenuti a Firenze in piazza Santa Croce, il 20 aprile 2011 su MTV. Il 30 giugno 2011 ha presentato, insieme a Valentina Correani, la prima serata degli MTV Days 2011, presso piazza Castello a Torino. Il 15 febbraio 2012 è ospite assieme a Francesco Mandelli al Festival di Sanremo nei panni de "I soliti idioti".
Nel 2012, lui e Mandelli doppiano l'ottava stagione della serie animata Beavis and Butt-head, nei ruoli dei protagonisti Beavis e Butt-head. Nel 2013, sempre insieme al collega Mandelli, doppia il mostro a due teste Terry e Terri nel film Disney Pixar Monsters University. Il 14 dicembre 2014 viene annunciata da Carlo Conti la sua partecipazione al Festival di Sanremo 2015, insieme a Francesco Mandelli, con il brano Vita d'inferno. Al termine della quarta serata, il brano è tra i quattro esclusi dalla finale. Dal 2016 conduce Stracult, trasmissione televisiva di cinema,  trasmessa su Rai 2.
Nel 2017 conduce Meglio tardi che mai, un comedy show in Giappone, con Edoardo Vianello, Lando Buzzanca, Adriano Panatta e Claudio Lippi. Nel novembre 2022 affianca Fiorello a Aspettando Viva Rai2!, nuovo programma di RaiPlay e da dicembre ogni mattina su Rai 2 a Viva Rai2!; si ritrova con Francesco Mandelli, con cui da poco si è riappacificato, nelle vesti de "I soliti idioti" in alcuni sketch del programma. Nel febbraio del 2023 insieme ad Alessia Marcuzzi, cugina di sua moglie, affianca Fiorello anche a Viva Rai2! Viva Sanremo! su Rai 1, in diretta, appunto, su Rai 1 subito dopo le puntate del Festival di Sanremo 2023. Successivamente "I soliti idioti" tornano insieme con un tour teatrale e Biggio conduce prima il Concerto del Primo Maggio, con Ambra Angiolini e poi a luglio la presentazione dei palinsesti Rai, con Ema Stokholma su RaiPlay..
Il 24 febbraio 2024 conduce unitamente a Melissa Greta Marchetto la terza edizione del festival Una voce per San Marino su San Marino RTV ma trasmesso anche sul canale 520 di Sky.
Tra aprile e maggio affianca Roberto Bolle in Viva la danza e Carlo Conti alla premiazione dei David di Donatello sempre su Rai 1.

### Vita privata
Fabrizio Biggio è sposato con Valentina De Ceglie nata a Roma il 27 novembre 1973, (cugina della conduttrice Alessia Marcuzzi) e ha due figli, Bianca e Alo (diminutivo di Alessandro).

## Filmografia

### Attore

#### Cinema
- I soliti idioti - Il film, regia di Enrico Lando (2011)
- I 2 soliti idioti, regia di Enrico Lando (2012)
- Pazze di me, regia di Fausto Brizzi (2013)
- Third Person, regia di Paul Haggis (2013)
- La solita commedia - Inferno, regia di Francesco Mandelli, Fabrizio Biggio e Martino Ferro (2015)
- Omicidio all'italiana, regia di Maccio Capatonda (2017)
- All You Ever Wished For, regia di Barry Morrow (2018)
- I soliti idioti 3 - Il ritorno, regia di Francesco Mandelli, Fabrizio Biggio e Ferruccio Martini (2024)

#### Televisione
- MTV Bathroom – sitcom (2005)
- I soliti idioti – sitcom (2009-2012)
- Mariottide – serie TV, episodio 1x19 (2016)
- The Generi – serie TV, episodio 1x05 (2018)

### Sceneggiatore
- I soliti idioti - Il film, regia di Enrico Lando (2011)
- I 2 soliti idioti, regia di Enrico Lando (2012)
- La solita commedia - Inferno, regia di Francesco Mandelli, Fabrizio Biggio e Martino Ferro (2015)
- I soliti idioti 3 - Il ritorno, regia di Francesco Mandelli, Fabrizio Biggio e Ferruccio Martini (2024)

### Regista
- La solita commedia - Inferno (2015)
- I soliti idioti 3 - Il ritorno (2024)

### Doppiaggio
- Beavis and Butt-head (ottava stagione, 2012 - nona stagione, 2023)
- Monsters University, regia di Dan Scanlon (2013)

### Videoclip
- Tutto molto interessante di Fabio Rovazzi (2016)

## Programmi televisivi
- La zanzara in classe (Canale 10, 1997)
- MTV Mad (MTV, 2000-2001)
- MTV Select (MTV, 2001)
- MTV On the Beach (MTV, 2002)
- MTV Pets Show (MTV, 2004)
- TRL Awards (MTV, 2011)
- MTV Days (MTV, 2011)
- Stracult (Rai 2, 2016-2020)
- Meglio tardi che mai (Rai 2, 2017)
- Il lato positivo (Rai 2, 2021)
- Viva Rai2! (Rai 2,  2022-2024)
  - Aspettando Viva Rai2! (RaiPlay, 2022-2023)
  - Viva Rai2!... Viva Sanremo! (Rai 1, 2023-2024)
- Concerto del Primo Maggio (Rai 3, 2023)
- Rai. Di tutto, di tutti (RaiPlay / Rai 2, 2023)
- Una voce per San Marino (San Marino RTV / Sky, 2024)
- Viva la danza (Rai 1, 2024)
- David di Donatello (Rai 1, 2024)
- Rai. Più voci,  più talento (RaiPlay / Rai 2, 2024)

## Partecipazioni al Festival di Sanremo
| Anno | Categoria        | Brano                                   | Duettante e/o omaggio (brano) | Piazzamento   |
| ---- | ---------------- | --------------------------------------- | ----------------------------- | ------------- |
| 2015 | Sanremo Campioni | Vita d'Inferno (con Francesco Mandelli) | E la vita, la vita            | Non finalista |

## Opere
- L'incredibile storia della bambina nata come un fiore, Giunti Editore, 2023
- L'incredibile storia dell’omino nel naso, Giunti Editore, 2024